# كلارنس ميتشيل
كلارنس ميتشيل (بالإنجليزية: Clarence Mitchell)‏ هو لاعب كرة قاعدة أمريكي، ولد في 22 فبراير 1891 في فرانكلين في الولايات المتحدة، وتوفي في 6 نوفمبر 1963 في غراند إيسلاند في الولايات المتحدة.

## وصلات خارجية
- كلارنس ميتشيل على موقعبيزبول رفرنس.كوم (الدوري الرئيسي) (الإنجليزية)